# Thomas Lawrence
Pour les articles homonymes, voir Lawrence.
Thomas Lawrence (13 avril 1769 à Bristol – 7 janvier 1830) est un peintre qui fut le portraitiste le plus important de la Régence anglaise et du règne de Georges IV.

## Biographie
Il est né à Bristol et a commencé à dessiner à Devizes, où son père était aubergiste à l'hôtel Bear sur la place du marché. À l'âge de dix ans, ayant déménagé à Bath, il soutenait sa famille avec ses portraits au pastel.
Il se rend à Londres en 1787, où il est reçu par Reynolds et devient étudiant à la Royal Academy.

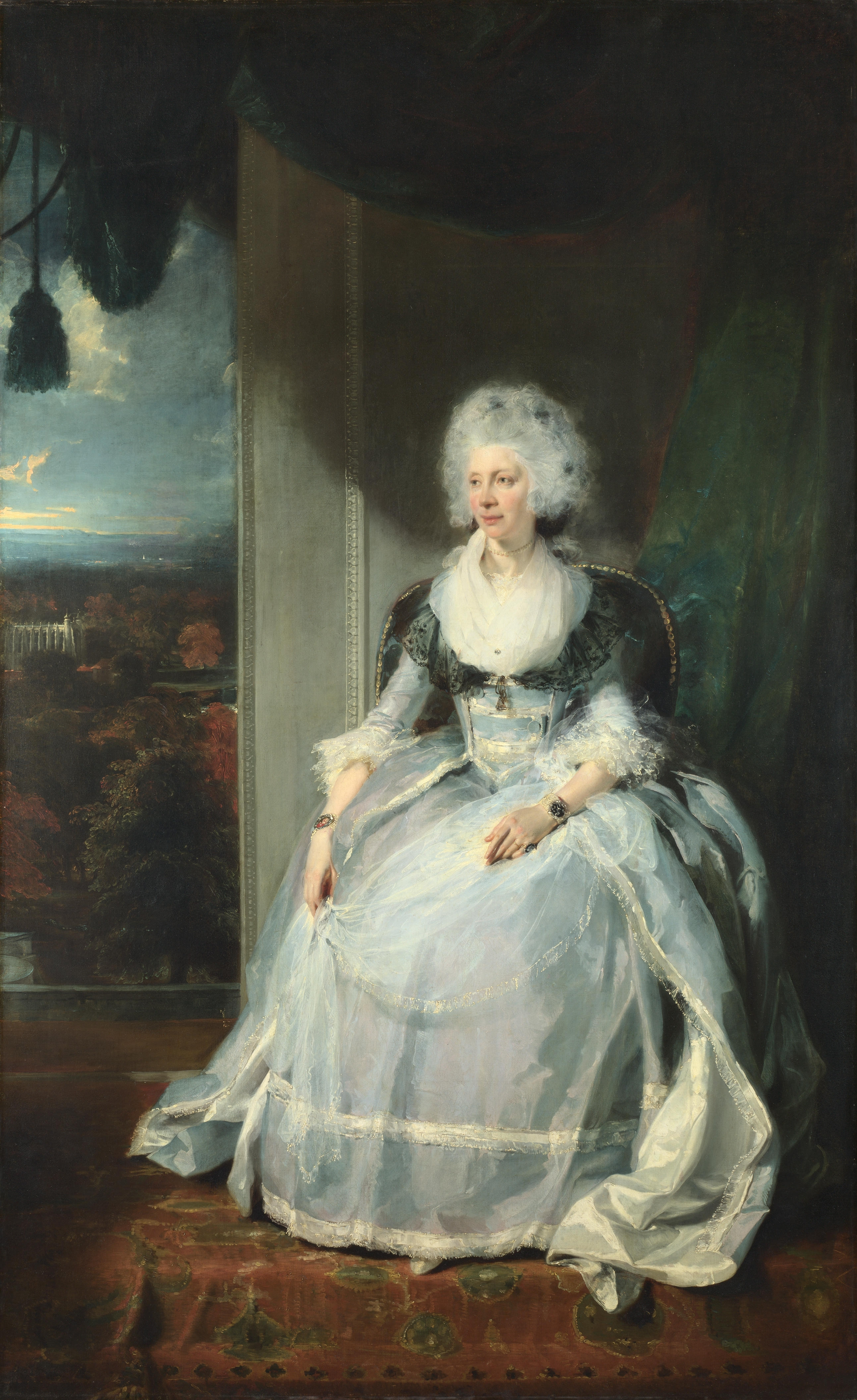
La Reine Charlotte, 1789
National Gallery

Il n'a que 20 ans lorsqu'il peint le Portrait de la Reine Charlotte. Mais ce tableau n'a plu ni au roi George ni à la reine Charlotte et n'est pas entré dans la collection royale. Il est resté entre les mains de Lawrence et était dans sa vente d’atelier après sa mort. À la mort de Reynolds en 1792, il devient néanmoins peintre du roi George III.
Il est élu membre de la Royal Academy en 1794 et en devient président de 1820 à sa mort. En 1815, il est anobli.
Le fils du roi, le futur George IV, lui commande une importante série de portraits de souverains, hommes d'État et généraux qu'il a fait installer la chambre Waterloo au château de Windsor, et en 1818, il se rend à Aix-la-Chapelle pour peindre les souverains et diplomates qui y sont réunis pour le troisième congrès. Il visite alors Vienne et Rome, recevant partout des princes de flatteuses marques de distinctions.

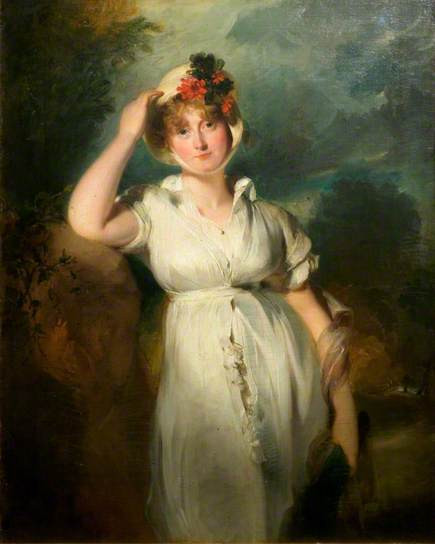
Caroline de Brunswick, 1798
Victoria & Albert Museum

Il reçoit un flux continu de commandes et ses portraits lui ont bâti une réputation sur le continent, inégalée par les peintres anglais qui l'ont précédé. Il peint trois portraits de Caroline de Brunswick, l'épouse rejetée de George IV. Celui peint en 1798 et conservé au Victoria & Albert Museum a été réalisé deux ans après la séparation avec son mari.
Il constitue également l'une des plus extraordinaires collections de dessins de maîtres anciens.
Il fut un des maîtres de George Henry Harlow et de William Etty.
Il meurt subitement le 7 janvier 1830, quelques mois seulement après son amie Isabelle Wolff. Quelques jours auparavant, il avait éprouvé des douleurs thoraciques, mais avait continué à travailler ; il s'est effondré et il est mort au cours d'une visite chez son amie Elizabeth Archibald Keightley. Après un examen post-mortem, les médecins ont conclu que la mort de l'artiste était due à une ossification de l'aorte et des vaisseaux du cœur. Il est enterré, le 21 janvier 1830, dans la crypte de la cathédrale Saint-Paul. Parmi les personnes présentes figurait Turner, qui a peint une esquisse de l'enterrement.

## Littérature
Dans le roman de Jules Verne Les Enfants du capitaine Grant, l'auteur commet un anachronisme en faisant offrir à Thalcave, en 1864, un portait peint par Lawrence de ses personnages Mr et Mrs Glenarvan. Lawrence étant mort en 1830, Glenarvan ayant 32 ans et son épouse, 22, le tableau est ainsi une invraisemblance.

## Œuvres
- La Reine Charlotte (1789), huile sur toile, 239 × 147 cm, National Gallery, Londres[7]
- Elizabeth Farren (1759–1829), future comtesse de Derby (1790), huile sur toile, 238 × 146 cm, Metropolitan Museum, New York[8]
- Portrait de Georges IV roi d'Angleterre (1816), Pinacothèque vaticane, Rome
- Mr et Mrs John Julius Angerstein (1792), huile sur toile, 252 × 160 cm, Musée du Louvre[9]
- Pinkie, (1794), huile sur toile, 148 × 102 cm, Bibliothèque Huntington, San Marino, Californie
- Portrait de Canova (1815), huile sur toile, 91 × 71 cm, Musée Canova, Possagno[10]
- Le comte Jean Capo d'Istria (entre 1818 et 1819), huile sur toile, 128 × 102 cm, Royal Collection, Royaume-Uni
- The Calmady Children (1823), huile sur toile, 78 × 76 cm, Metropolitan museum of art, New York[11]
- The Red Boy (1825), huile sur toile, National Gallery, Londres
- Portrait de Julia, Lady Peel (1827), huile sur toile, 91 × 71 cm, Frick Collection, New York[12]
- Portrait de Sir John Soane (1829), huile sur toile, 138 × 110 cm, Sir John Soane's Museum[13]
- Portrait de Marie-Caroline, duchesse de Berry, au château de Versailles, France
- Les Enfants Angerstein (1807), huile sur toile, 184 × 149 cm, Gemäldegalerie (Berlin)[14]
- Les Enfants de John Angerstein (1808), huile sur toile, 195 × 146 cm, Musée du Louvre, France[15]
- Satan convoquant ses légions (1797), huile sur toile, 431 x 274 cm, Royal Academy of Arts, Royaume-UniSatan guidant ses légions 1797

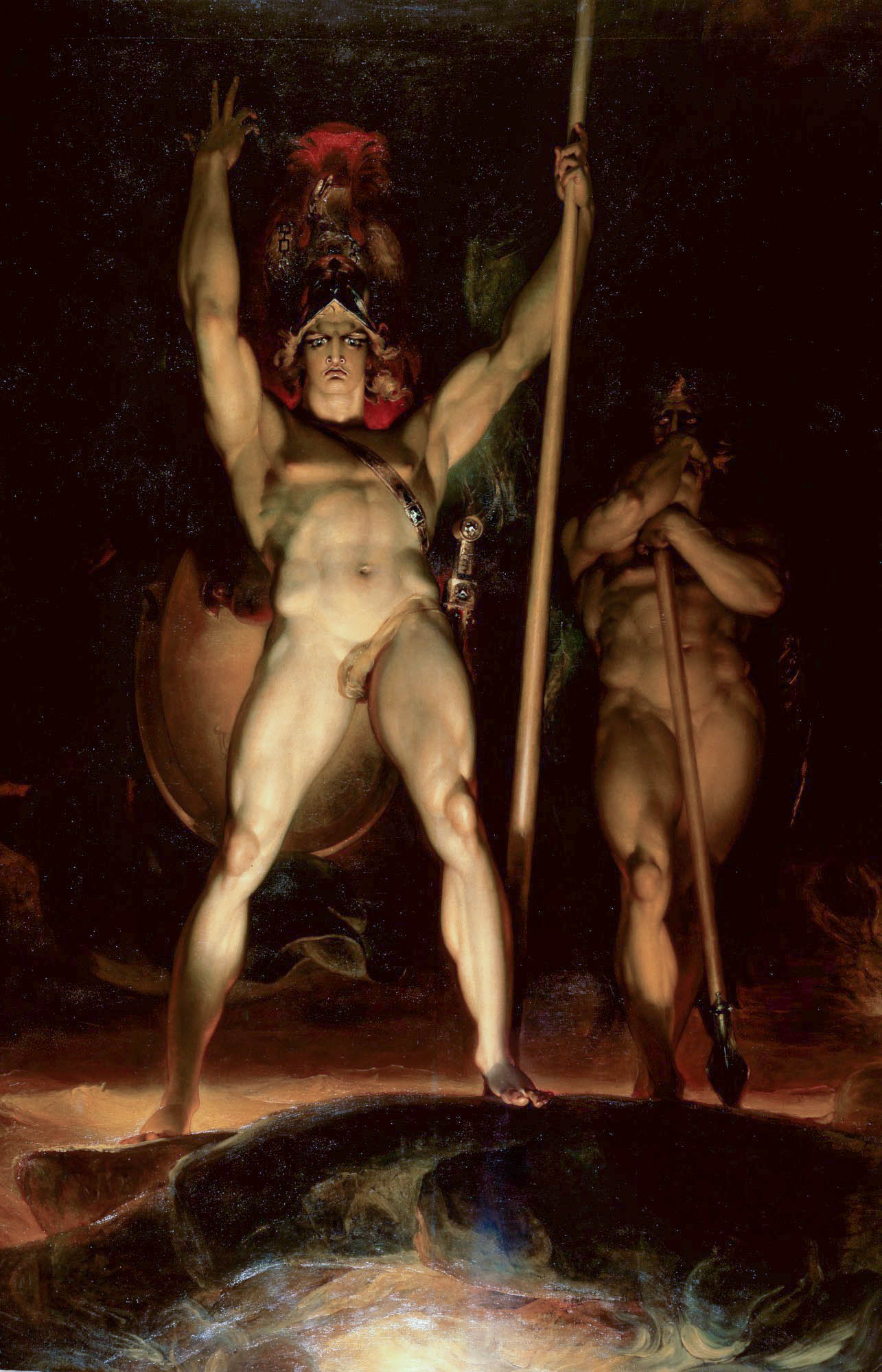
Satan guidant ses légions 1797

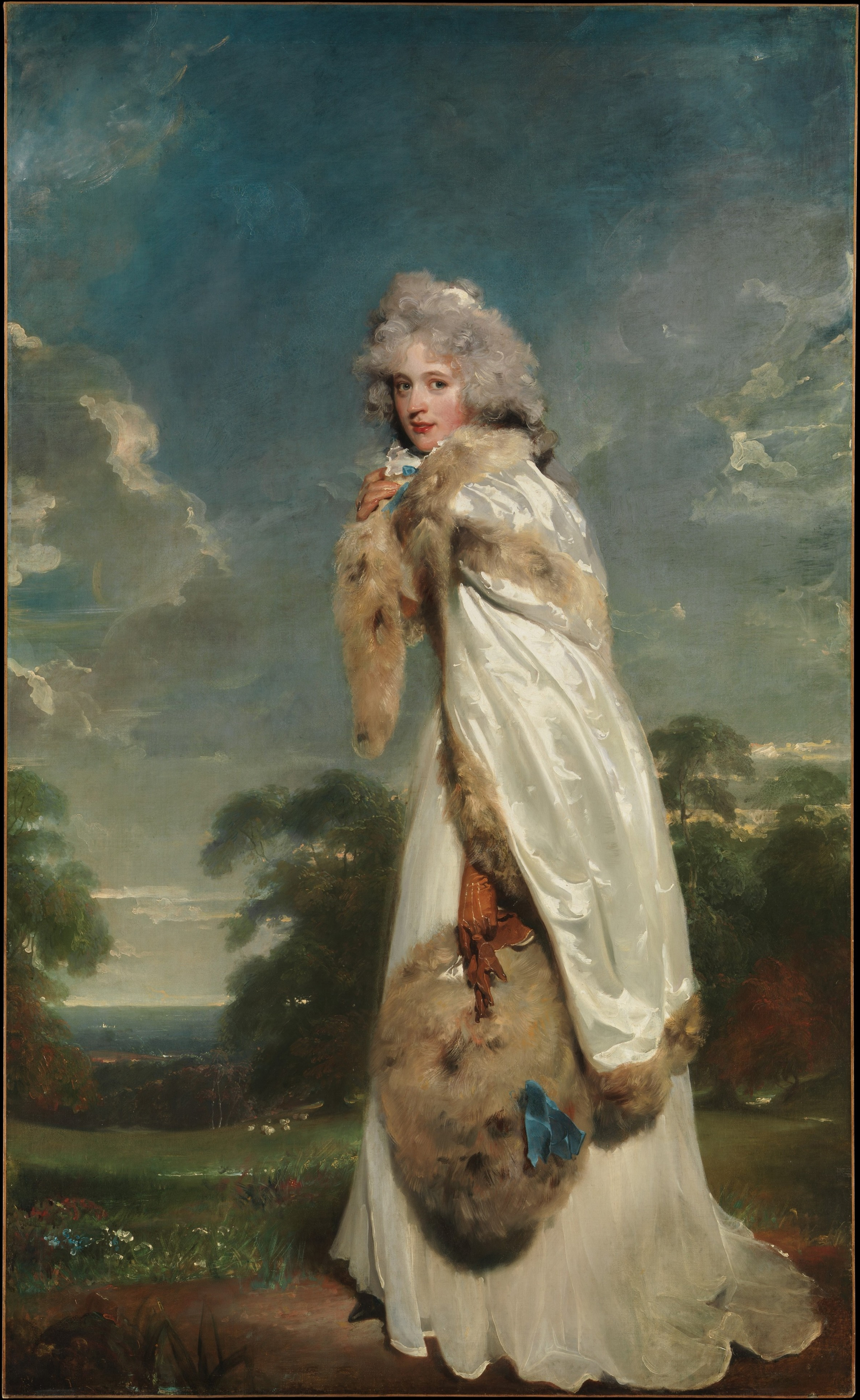
Elisabeth Farren, 1791 Metropolitan Museum
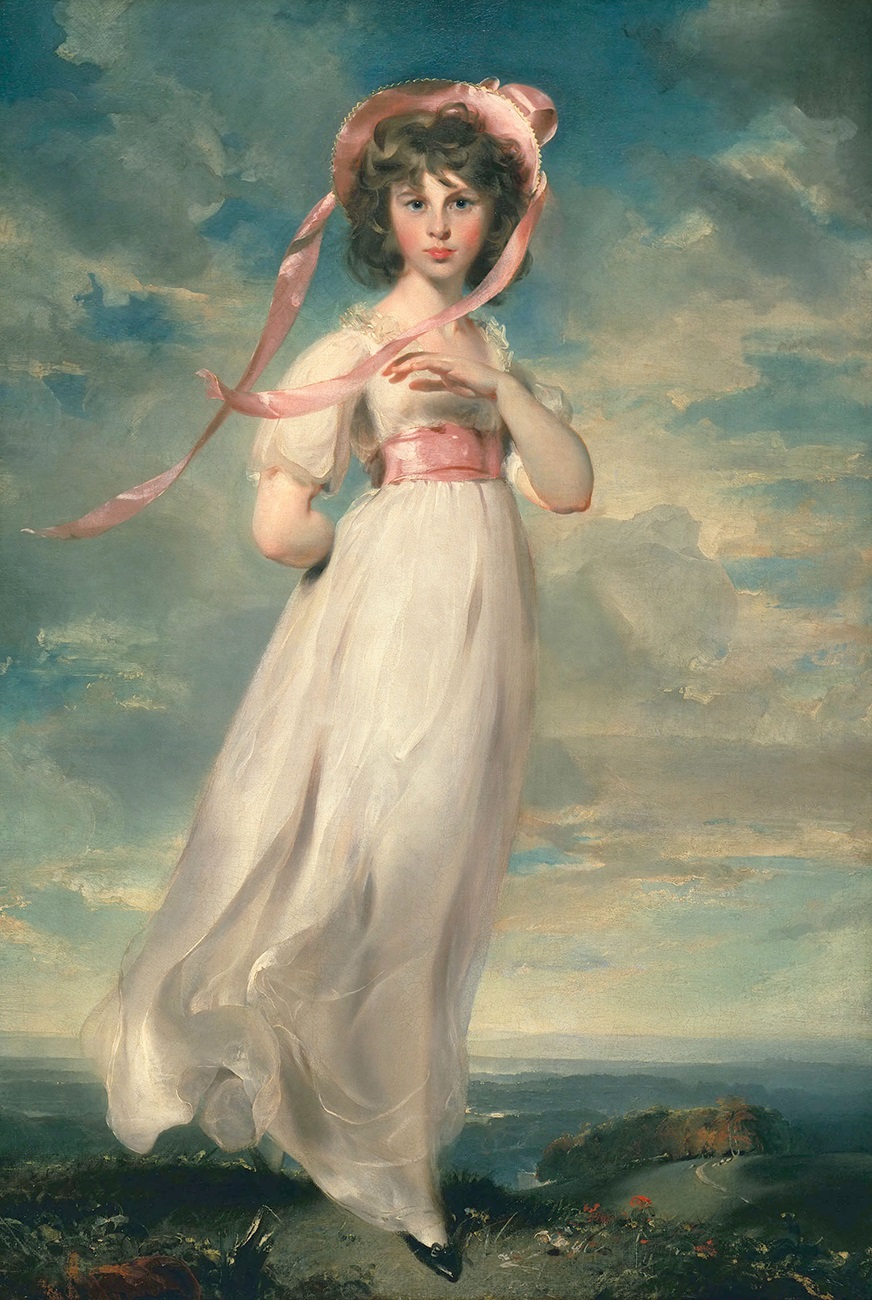
Pinkie, 1794 Bibliothèque Huntington
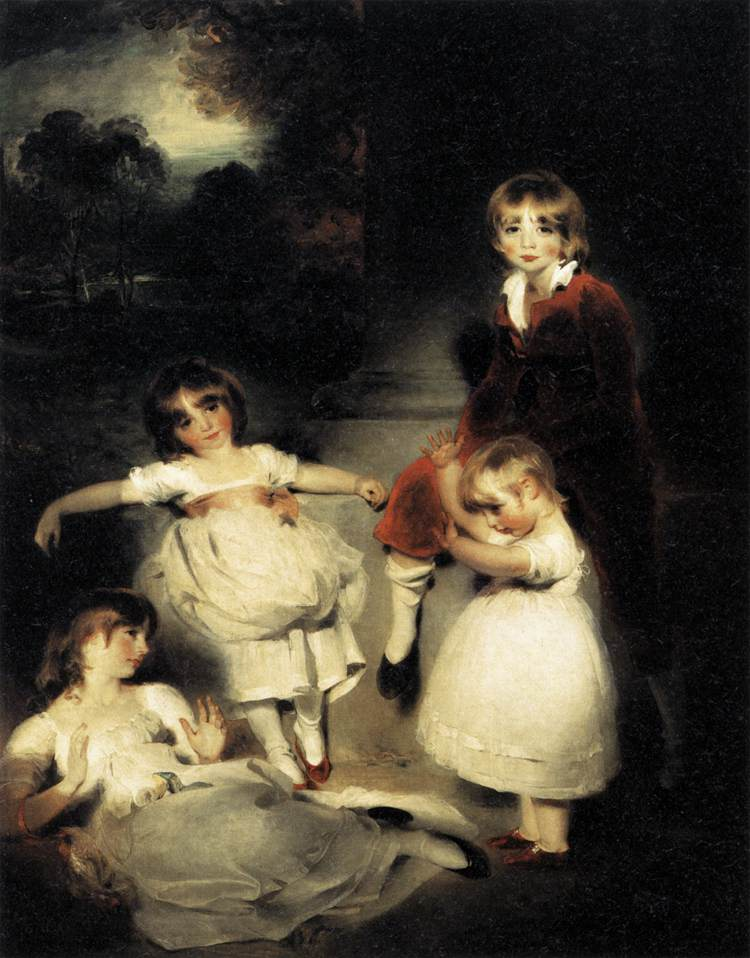
Les Enfants de John Angerstein, 1808 Musée du Louvre
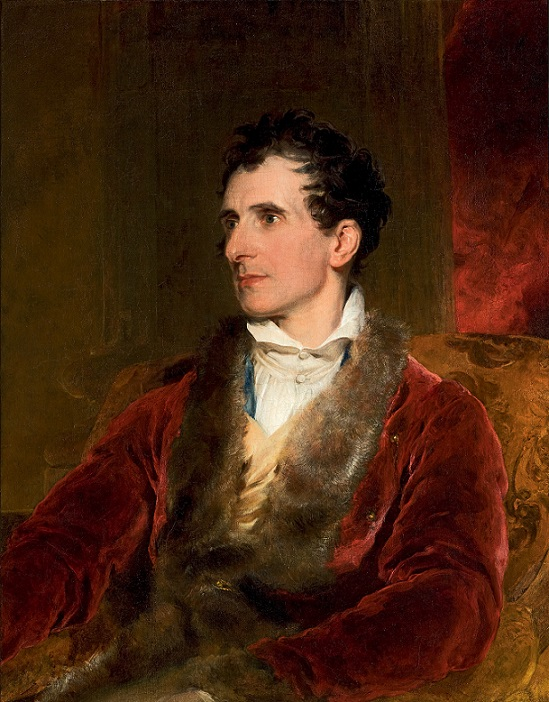
Portrait de Canova, 1815 Musée Canova, Possagno
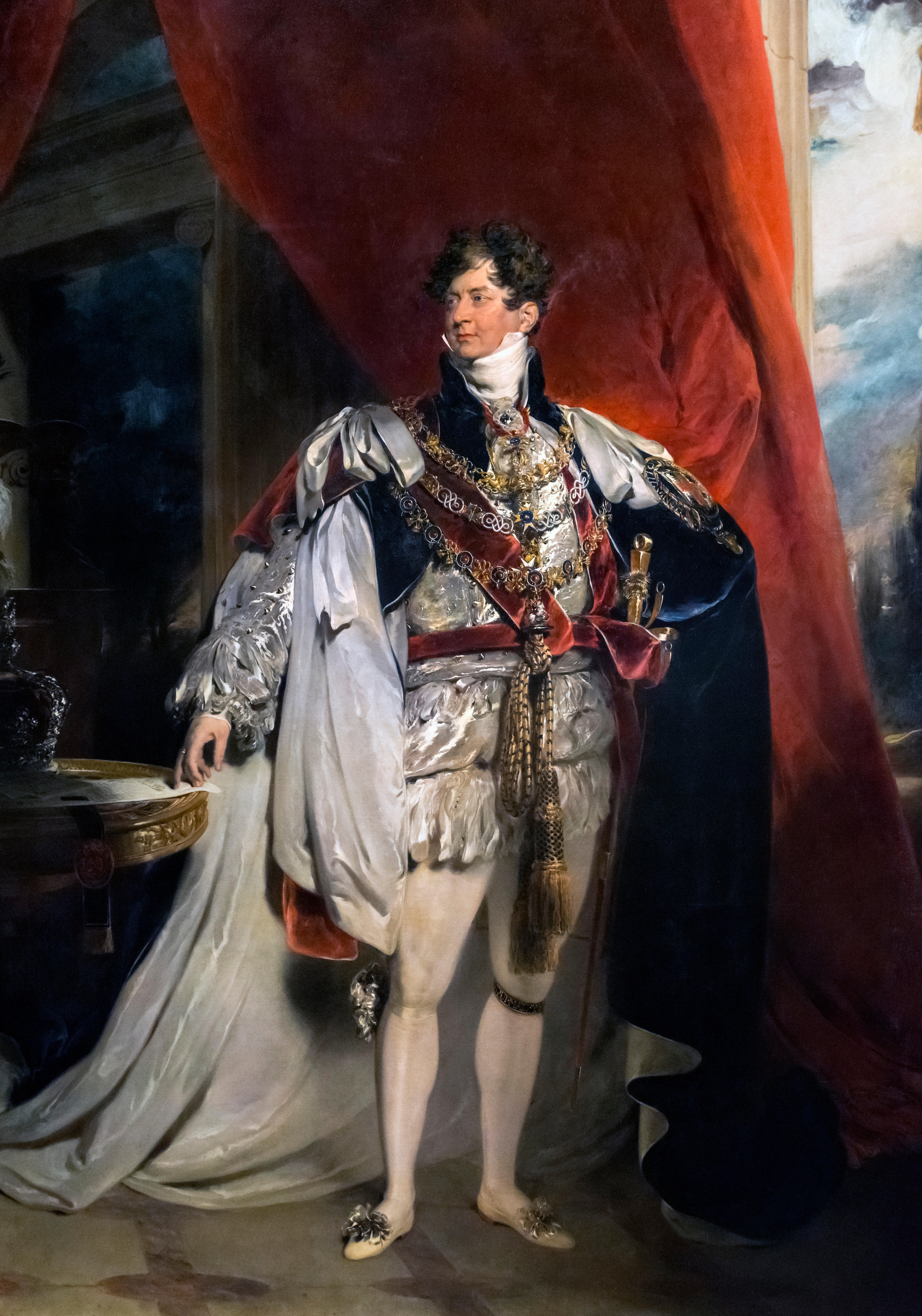
Georges IV d'Angleterre, 1816 Pinacothèque vaticane
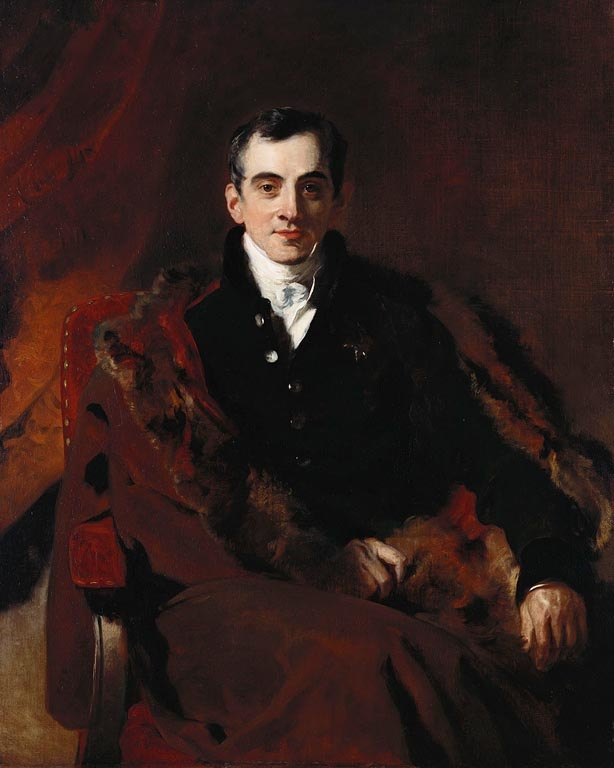
Le comte Jean Capo d'Istria, entre 1818 et 1819 Royal Collection
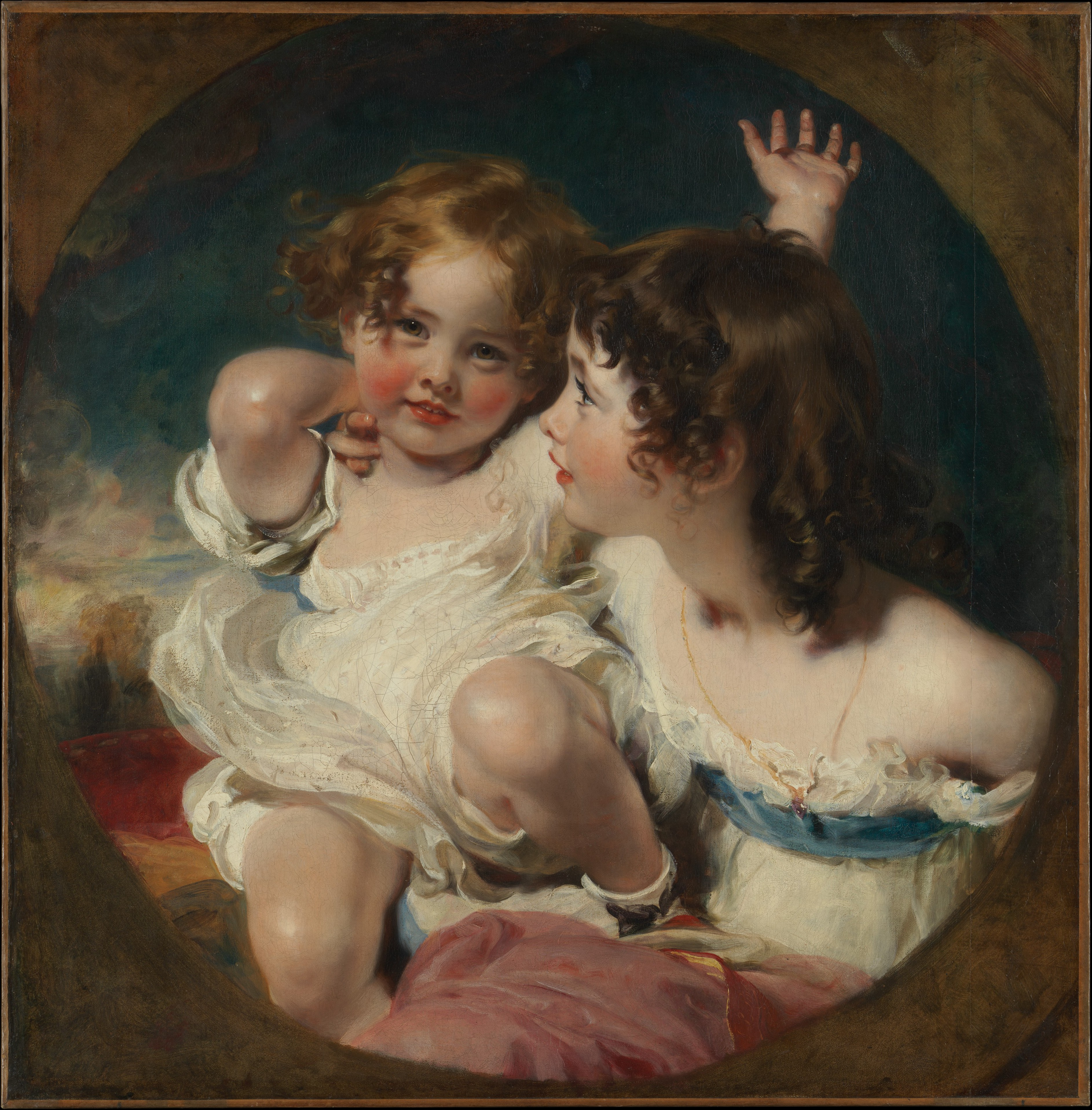
Les Enfants Calmady, 1824 Metropolitan Museum
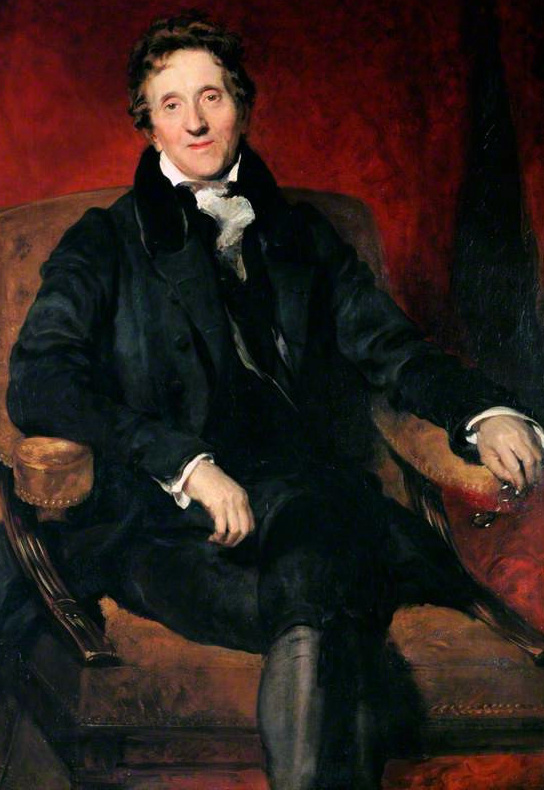
Portrait de Sir John Soane (1829) Sir John Soane's Museum